# Parafia św. Wawrzyńca w Kunicach
Parafia pw. św. Wawrzyńca – parafia rzymskokatolicka z siedzibą w Kunicach w  dekanacie tomaszowskim, diecezji radomskiej i metropolii częstochowskiej.

## Historia
Kunice stanowiły gniazdo rodu Kunickich herbu Bończa. Pierwotny kościół drewniany istniał tu w 1470, a może już nawet w XIV w. W tym też czasie powstała tu parafia. Kolejny kościół zbudowano około roku 1770, rozebrano go zaś w 1924. Budowę nowej murowanej świątyni przygotowywali: ks. Władysław Muszyński, ks. Franciszek Magiera i ks. Bronisław Szczygielski. Kościół pw. św. Wawrzyńca, według projektu arch. Wacława Borowieckiego z Kielc, zbudowany został w latach 1925–1930 staraniem ks. Adama Aleksiewicza z ofiar wiernych. Bp Paweł Kubicki dokonał konsekracji tej świątyni w 1930. Kościół jest w stylu neobarokowym, trójnawowy, zbudowany z cegły. 

## Terytorium
- Do parafii należą: Antoniówka, Antoninów, Brzustówek, Brzustówek-Kolonia, Gawrony, Kunice, Szadkowice i Trojanów[1].

## Proboszczowie
- 1941–1963 – ks. Piotr Dębowski
- 1963–1986 – ks. Jan Matejek
- 1986–2002 – ks. kan. Stanisław Ciejka
- 2002–2010 – ks. kan. Janusz Kępczyński
- od 2010 – ks. Ryszard Stylski